# لیودمیلا لیاشنکو
لیودمیلا لیاشنکو (انگلیسی: Liudmyla Liashenko؛ زادهٔ ۱۷ مهٔ ۱۹۹۳) ورزشکار اسکی صحرانوردی اهل اوکراین است. 
وی در مسابقات کشوری و بین‌المللی در مجموع برندهٔ ۱ مدال برنز شده‌است.